# Tanakajd, Vas
Tanakajd  este un sat în districtul Szombathely, județul Vas, Ungaria, având o populație de 725 de locuitori (2011). 

## Demografie
Componența etnică a satului Tanakajd
     Maghiari (100%)
Componența confesională a satului Tanakajd
     Romano-catolici (77,79%)
     Fără religie (4,28%)
     Luterani (1,24%)
     Necunoscută (15,86%)
     Reformați (0,83%)
Conform recensământului din 2011, satul Tanakajd avea 725 de locuitori. Din punct de vedere etnic, majoritatea locuitorilor (100,0%) erau maghiari.  Din punct de vedere confesional, majoritatea locuitorilor (77,79%) erau romano-catolici, existând și minorități de persoane fără religie (4,28%) și luterani (1,24%). Pentru 15,86% din locuitori nu este cunoscută apartenența confesională.